# Kabbi
Kabbi (arab. قبي) – wieś w Syrii, w muhafazie Hims. W 2004 roku liczyła 740 mieszkańców.